# Lepistemon
Lepistemon es un género  de plantas con flores perteneciente a la familia de las convolvuláceas. Comprende 29 especies descritas y de estas, solo 4 aceptadas.

## Taxonomía
El género fue descrito por Carl Ludwig Blume y publicado en Bijdragen tot de flora van Nederlandsch Indië 722. 1826. La especie tipo es: Lepistemon flavescens Blume.

## Especies aceptadas
A continuación se brinda un listado de las especies del género Lepistemon aceptadas hasta junio de 2015, ordenadas alfabéticamente. Para cada una se indica el nombre binomial seguido del autor, abreviado según las convenciones y usos.	 
- Lepistemon binectariferum (Wall.) Kuntze
- Lepistemon lobatum Pilg.
- Lepistemon owariense (P. Beauv.) Hallier f.
- Lepistemon parviflorum Pilg.